# Saint-Nérée-de-Bellechasse
Saint-Nérée-de-Bellechasse est une municipalité dans la municipalité régionale de comté de Bellechasse au Québec (Canada), située dans la région administrative de Chaudière-Appalaches.

## Toponymie
Elle est nommée en l'honneur des martyrs Nérée et Achillée.

## Histoire
Saint-Nérée fut fondée en 1886, à l'intérieur de deux seigneuries: celle de Launière et Taschereau. La première mission fut ouverte en 1881 par l'abbé Nérée Gingras de Saint-Gervais. Saint-Nérée compte 10 lacs. Les noms de famille populaires sont les Labrecque, Godbout, Fournier, Dutil, Roy, Chabot, Breton, etc.
Le 18 février 2012, la municipalité de la paroisse de Saint-Nérée change son nom et son statut pour municipalité de Saint-Nérée-de-Bellechasse.

## Géographie
À partir de son crénon, dans le sud de la municipalité, la rivière des Abénaquis  coule vers le sud-ouest.

## Démographie
| 1996 | 2001 | 2006 | 2011 | 2016 | 2021 |
| ---- | ---- | ---- | ---- | ---- | ---- |
| 832  | 806  | 789  | 743  | 742  | 744  |

## Administration
Les élections municipales se font en bloc pour le maire et les six conseillers.
| Saint-Nérée-de-Bellechasse Maires depuis 2001                                                                        |                   |         |          |
| Élection | Maire             | Qualité | Résultat |
| 2001 | Nancy Godbout     |         | Voir     |
| 2005 | Clément Vallières |         | Voir     |
| 2009 | Clément Vallières | Voir    |          |
| 2013 | Pascal Fournier   |         | Voir     |
| 2017 | Pascal Fournier   | Voir    |          |
| 2021 | Pascal Fournier   | Voir    |          |
| Élection partielle en italique Depuis 2005, les élections sont simultanées dans toutes les municipalités québécoises |                   |         |          |